# Nenadkevichita
La nenadkevichita es un mineral de la clase de los ciclosilicatos, y dentro de esta pertenece al llamado “grupo de la labuntsovita”. Fue descubierta en 1955 en una mina del macizo de Lovozero en la península de Kola, en el óblast de Múrmansk (Rusia), siendo nombrada así en honor de Avtonomovich Nenadkevich, mineralogista ruso.

## Características químicas
Es un ciclosilicato con estructura de anillos de 4 miembros de sílice, con sodio y niobio para la Asociación Mineralógica Internacional y con calcio y titanio para otros, pertenececiente al llamado grupo de los "niobiosilicatos" o de la labuntsovita.
Además de los elementos de su fórmula, suele llevar como impurezas: aluminio, tierras raras, potasio, hierro, manganeso, magnesio y bario.

## Formación y yacimientos
Aparece entre cristales del mineral microclina en pegmatita rica en albinta y natrolita, en sienita con nefelina en un mazico alcalino diferenciado; también se ha encontrado en pegmatitas en cavidades de rocas ígneas, en xenolitos en un complejo sienita-gabro alcalino intrusivo.
Suele encontrarse asociado a otros minerales como: microclina, egirina, catapleíta, ancilita-(Ce), epididimita, eudialita, sérandita, pectolita, apofilita, monteregianita-(Y) o vesubiana.